# Такси 3
Такси 3 (енгл. Taxi 3) филм је из 2003. године и трећи наставак филмског серијала Такси.

## Радња
Емилијана мучи ситуација на послу јер полиција месецима не успева ући у траг банди пљачкаша чији се чланови прерушавају у Деда Мраза. Најбржи таксиста и сарадник полиције Данијел са Емилијаном чини све како би ухватили банду.

## Улоге
| Глумац            | Улога            |
| ----------------- | ---------------- |
| Сами Насери       | Данијел          |
| Фредерик Дифантал | Емилиен          |
| Бернар Фарси      | Инспeктор Жилбeр |
| Линг Бај          | Ћиу              |
| Силвестер Сталоне | Путник           |